# يوكي (كوماموتو)
مدينة يوكي (بالإنجليزية: Uki)‏ هي أحد المدن التابعة لمحافظة كوماموتو. تأسست رسميًا في 15/01/2005. ويقدر عدد سكانها بـ 62718 نسمة حسب تقدير مكتب الإحصاء الياباني لعام 2012. تبلغ مساحة يوكي 188.56 كم2. بكثافة سكانية تبلغ 333 نسمة/كم2.

## أعلام
- يوكي ماكي
- يوكو كواكامي
- سيتشيرو ماكي
- كيتشي ماتسودا
- هيديو تاناكا